# Presidenza di Harry S. Truman
La presidenza di Harry S. Truman è iniziata il 12 aprile 1945, quando Harry S. Truman divenne Presidente degli Stati Uniti d'America in seguito all'improvvisa morte di Franklin D. Roosevelt, ed è terminata il 20 gennaio 1953. Era stato Vice Presidente per soli 82 giorni quando è succeduto alla presidenza. Democratico, Truman ha corso ed ha vinto un mandato di quattro anni nelle elezioni del 1948. La sua vittoria in quelle elezioni, contro il repubblicano Thomas E. Dewey e il Dixiecrat Strom Thurmond, è tuttora ricordata come uno dei più clamorosi errori di previsione dei sondaggisti nella storia elettorale presidenziale. Dopo l'elezione del 1952, Truman fu sostituito da repubblicano Dwight D. Eisenhower.
Truman, il 33º presidente degli Stati Uniti, ha presieduto la sconfitta finale di Germania e Giappone nella seconda guerra mondiale, il lancio del Piano Marshall per ricostruire l'economia dell'Europa occidentale, l'impresa della guerra di Corea e l'inizio della Guerra fredda contro l'Unione Sovietica. Negli affari interni, le sue proposte liberali erano la continuazione del New Deal di Roosevelt, ma la coalizione conservatrice del Congresso ne bloccò la maggior parte. Egli usò l'autorità presidenziale per imporre la parità di trattamento per i neri nelle forze armate e mettere i diritti civili nell'agenda politica nazionale.
La presidenza di Truman fu una svolta negli affari esteri, poiché gli Stati Uniti si impegnarono in una politica estera internazionalista e rinunciò all'isolazionismo. Durante il suo primo anno in ufficio, Truman approvò i bombardamenti atomici di Hiroshima e Nagasaki e accettò la resa giapponese, che segnò la fine della seconda guerra mondiale. A metà del 1945, Truman contribuì a stabilire le Nazioni Unite come Roosevelt aveva programmato. Quando i rapporti con l'Unione Sovietica diventarono ostili nel 1947, emanò la Dottrina Truman nel 1947 per contenere il comunismo; è spesso usata per segnare l'inizio della Guerra Fredda. Nel 1948 ottenne il piano Marshall da 12 miliardi di dollari, emanato per ricostruire l'Europa occidentale. I timori di spionaggio sovietico hanno portato a una paura rossa e all'aumento del maccartismo. Truman ha supervisionato il ponte aereo di Berlino del 1948 e la creazione della NATO nel 1949. Quando la Corea del Nord comunista ha invaso la Corea del Sud nel 1950, ha inviato truppe statunitensi e ottenuto l'approvazione dell'ONU per aver conquistato la Corea del Nord nella guerra di Corea. Dopo i primi successi, tuttavia, le forze americane e ONU furono respinte dall'intervento cinese verso la fine del 1950. La sanguinosa guerra fu impantanata durante gli ultimi anni della presidenza di Truman.

## Composizione del governo
| Dipartimento   | Incarico                | Ritratto                       | Nome                  | Mandato           | Mandato           |
| Dipartimento   | Incarico                | Ritratto                       | Nome                  | Inizio            | Termine           |
| -------------- | ----------------------- | ------------------------------ | --------------------- | ----------------- | ----------------- |
|                | Presidente              |                                | Harry S. Truman       | 12 aprile 1945    | 20 gennaio 1953   |
|                | Vice Presidente         | Carica Vacante                 | Carica Vacante        | 12 aprile 1945    | 20 gennaio 1949   |
|                | Vice Presidente         | Alben W. Barkley               | 20 gennaio 1949       | 20 gennaio 1953   |                   |
|                | Segretario di Stato     |                                | Edward Stettinius Jr. | 12 aprile 1945    | 27 giugno 1945    |
|                | Segretario di Stato     | Joseph Grew (facente funzioni) | 27 giugno 1945        | 3 luglio 1945     |                   |
|                | Segretario di Stato     | James F. Byrnes                | 3 luglio 1945         | 21 gennaio 1947   |                   |
|                | Segretario di Stato     | George C. Marshall             | 21 gennaio 1947       | 20 gennaio 1949   |                   |
|                | Segretario di Stato     | Dean Acheson                   | 20 gennaio 1949       | 20 gennaio 1953   |                   |
|                | Segretario al tesoro    |                                | Henry Morgenthau Jr.  | 12 aprile 1945    | 22 luglio 1945    |
|                | Segretario al tesoro    | Fred M. Vinson                 | 23 luglio 1945        | 23 giugno 1946    |                   |
| Carica Vacante | Carica Vacante          | 23 giugno 1946                 | 25 giugno 1946        |                   |                   |
|                | Segretario al tesoro    | John W. Snyder                 | 25 giugno 1946        | 20 gennaio 1953   |                   |
|                | Segretario alla Guerra  |                                | Henry L. Stimson      | 12 aprile 1945    | 21 settembre 1945 |
| Carica Vacante | Carica Vacante          | 21 settembre 1945              | 27 settembre 1945     |                   |                   |
|                | Segretario alla Guerra  | Robert P. Patterson            | 27 settembre 1945     | 18 luglio 1947    |                   |
|                | Segretario alla Guerra  | Kenneth C. Royall              | 19 luglio 1947        | 18 settembre 1947 |                   |
| Carica abolita | Carica abolita          | 18 settembre 1947              | 20 gennaio 1953       |                   |                   |
|                | Segretario della Difesa | Carica inesistente             | Carica inesistente    | 12 aprile 1945    | 17 settembre 1947 |
|                | Segretario della Difesa | James Forrestal                | 17 settembre 1947     | 28 marzo 1949     |                   |
|                | Segretario della Difesa | Louis A. Johnson               | 28 marzo 1949         | 19 settembre 1950 |                   |
| Carica Vacante | Carica Vacante          | 19 settembre 1950              | 21 settembre 1950     |                   |                   |
|                | Segretario della Difesa | George C. Marshall             | 21 settembre 1950     | 12 settembre 1951 |                   |
| Carica Vacante | Carica Vacante          | 12 settembre 1951              | 17 settembre 1951     |                   |                   |
|                | Segretario della Difesa | Robert A. Lovett               | 17 settembre 1951     | 20 gennaio 1953   |                   |